# 徳島阪神フェリー
徳島阪神フェリー（とくしまはんしんフェリー）は、かつて関西汽船、共同汽船、共正汽船の3社が共同運航していたフェリー航路である。本項では、フェリー化以前からの阪神 - 徳島航路についても概説する。

## 概要
- 1971年8月1日、開業。
- 1995年1月17日、阪神・淡路大震災の影響で、神戸航路を休止、後に廃止。
- 1998年4月5日、明石海峡大橋の開通により廃止。

## 歴史
徳島と大阪を連絡する航路は近代化以前から和船によって運航されていたが、西南戦争を機に蒸気船が多数建造されるようになると、船主間での激しい競争の結果、過当競争状態に陥り、住友家等の財界有志や有力船主によって、1884年（明治17年）に大阪商船が設立される。大阪商船の発足と同時に徳島 - 大阪の定期航路も開設されたが、独占的な立場から次第に運賃が高騰し、これに対抗するべく、荷主の藍商人らによって、1887年（明治20年）に阿波国共同汽船が設立され、しばらくの間競争となるが、1894年（明治27年）に両社間で協定が成立している。
徳島港は近代化当初、新町川右岸の津田港が使われたが、土砂の堆積により次第に吉野川右岸の古川港が使用されるようになり、大阪商船・阿波国共同汽船とも当初古川港に発着したものの、市街地から遠く、安定しない吉野川の流路と土砂の堆積のため、1897年（明治30年）頃に徳島市が新町川と福島川の合流点付近の浚渫を行って中洲一帯を整備し、大阪商船は福島橋付近、阿波国共同汽船は富田橋下流へそれぞれ移動し、富田港、中洲港等と呼ばれたが、1922年（大正11年）に内務省による港湾指定を受け、正式に徳島港となった。
しかし、河口に位置する徳島港は土砂の堆積が激しく大型船の出入港が困難であり、大阪商船と提携した阿波国共同汽船は、南にある天然の良港・小松島を徳島の表玄関とする計画を立て、徳島小松島間の連絡鉄道を建設し1913年（大正2年）に完成させると、小松島 - 大阪航路を開設、1922年には徳島航路を休止する。これに危機感を強めた当時の市会議員・井上達三は1923年（大正12年）4月に徳島繁栄組汽船部を設立し、徳島 - 兵庫 - 大阪の貨客輸送を開始した。阿波国共同汽船もこれを無視できず、1925年（大正14年）に徳島航路を復活、さらに徳島急行商船も参入して激しい競争となったが、その結果、1931年（昭和6年）には徳島港の乗降客数が小松島港を上回り、1935年（昭和10年）頃、初期の目的は達したとして徳島繁栄組が妥協し、阿波国共同汽船に吸収合併される形で決着した。この間、徳島港は1917年（大正6年）に県営に移管され、1,500トン級の船舶が入出港可能とする改修工事に着手したが、戦時体制への移行により、完工することはなかった。また、大阪商船も1925年に小松島に移り、1931年に傍系の摂陽商船に航路・船舶を譲渡している。
太平洋戦争中の1942年（昭和17年）、戦時統合による関西汽船が設立され、阿波国共同汽船、摂陽商船ともこれに参加、徳島 - 阪神航路は同社による運営となったが、戦後、阿波国共同汽船は宇和島運輸らと共に返還運動を起こし、1948年（昭和23年）に受諾、現物出資した4隻の船舶の返還を受け、自社での運航を再開する。徳島 - 阪神航路は阿波国共同汽船の単独運航、小松島航路は関西汽船との共同運航とされた。
戦後の徳島 - 阪神航路は、他に共正海運も運航し、両社とも順次新造船が投入されたが、いずれも500トン級の貨客船であり、旅客輸送については小松島航路の客船「あきつ丸（初代）」「平和丸」等が主力であった。1956年（昭和31年）に南海汽船が南海電気鉄道連絡の小松島 - 和歌山航路を開設すると、小松島港の乗降客数は年間百万人を超え、さらに増加したのに対し、徳島港の利用者は1962年（昭和37年）の年間40万人をピークに、1967年（昭和42年）には10万人弱にまで激減した。
1960年（昭和35年）から徳島県による徳島港の大型船対応工事が始まり、まず末広岸壁が完成、1965年（昭和40年）に阿波国共同汽船と共正海運による徳島フェリーが開設されると、貨物輸送に関してもフェリーへの移行が進行し、阿波国共同汽船は新鋭船の「うらら丸（2代）」を売船、「あき丸」一隻での運航となり、1968年（昭和43年）9月には航路を休止、社名を共同汽船に変更した。共正海運も同年神戸寄港を休止し、毎日運航から週6往復となった後、1969年（昭和44年）には「甲山丸（2代）」一隻による週3回の運航となり、フェリー化を迎えることになった。
1967年（昭和42年）から徳島市沖洲町の新町川を埋め立てて造成した沖洲工業団地に、3,000トン級のフェリーが接岸可能なフェリー埠頭が完成、1971年（昭和46年）8月1日、関西汽船、共同汽船、共正海運の共同運航により、徳島阪神フェリーは運航を開始した。同時に共正海運の貨客船が休止となったほか、小松島航路の関西汽船も共同運航を離脱、小松島 - 阪神航路は共同汽船の単独運航による2往復（1往復は大阪抜港）と、関西汽船による阪神 - 小松島 - 甲浦航路の1往復となった。
1974年（昭和49年）には小松島航路も小松島フェリーとしてフェリー化されたが、1985年（昭和60年）に本四架橋・神戸鳴門ルートの大鳴門橋が開通すると、徳島 - 阪神間の流動は淡路島経由への移行が加速し、1993年（平成5年）に徳島フェリーとともに相次いで休廃止された。
1995年（平成7年）1月17日に阪神・淡路大震災が発生、神戸フェリーセンターの施設も大きく損壊したほか、周辺道路も寸断されたため、徳島阪神フェリーは全便を大阪発着に変更し、神戸航路は休止ののち廃止となった。反面、大阪航路では震災の被害も軽微であり、被災エリアをバイパスするルートとして活用された。
開業以来、共同汽船が小松島フェリーの新造代替に伴い同航路の「あきつ丸（2代・フェリー）」を転配したほかは、全く船舶に変化はなく、1990年代に入ると各船とも20年を超えて老朽・陳腐化が著しかったが、神戸鳴門ルートの開通をにらみ、終航まで更新されることなく運航され、1998年（平成10年）4月5日、明石海峡大橋及び神戸淡路鳴門自動車道の開通に伴い廃止された。

## 航路
- 大阪南港 - 徳島港（距離105km）
- 神戸港青木（東神戸フェリーセンター） - 徳島港（距離102km）

阪神・淡路大震災まで、大阪航路一日3往復、神戸航路一日5往復。
震災以降は大阪航路一日8往復の運航となった。

### 所要時間
- 上り（徳島行）3時間30分
- 下り（大阪行）3時間40分

運航開始当初は、神戸航路3時間10分、大阪航路3時間20分であった。

### 運賃（廃止時）
- 大人2等 2,000円
- バイク（750cc未満）2,370円
- 乗用車（4m未満）7,660円
- 乗用車（5m未満）9,550円

## 船舶
3社が各1隻を運航していた。

### 関西汽船
- おとわ丸

### 共同汽船
- うらら丸
- あきつ丸

小松島フェリー（大阪 - 小松島航路）に就航していたが、うらら丸の代船として徳島阪神フェリーに投入された。

### 共正汽船
- おとめ丸